# José Luis Pellicer
José Luis Pellicer y Fenyé (Barcelona, 22 de mayo de 1842-Barcelona, 15 de junio de 1901) fue un dibujante de prensa, ilustrador de libros, escritor y pintor español.

## Biografía

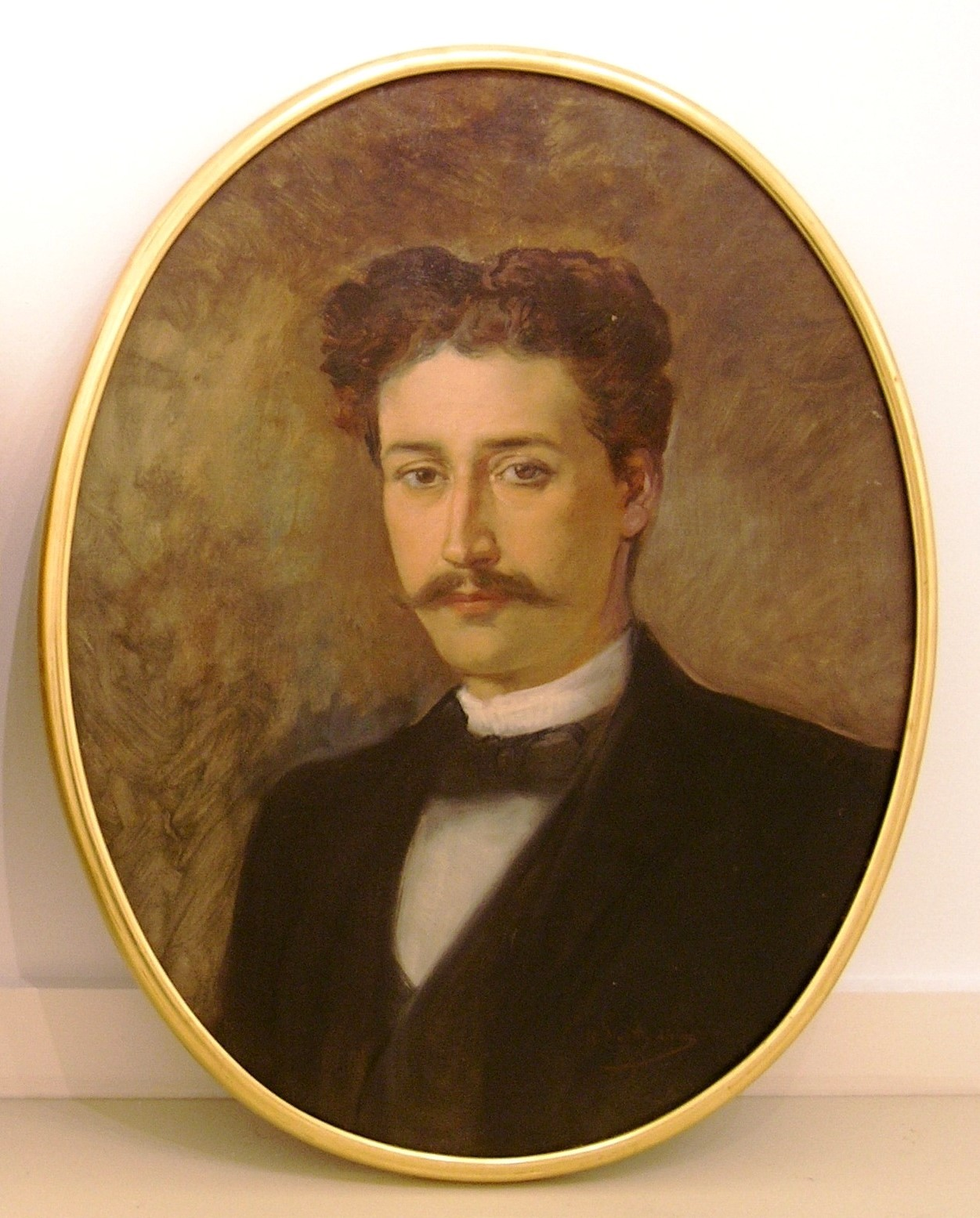
José Luis Pellicer por Martí Alsina. Colección privada.

Nacido en mayo de 1842 en Barcelona, cursó la carrera de maestro de obras, aparejador y agrimensor, que ejerció durante dos años, alternándola con la práctica de sus aficiones artísticas. Estudió dibujo y pintura con Ramón Martí y Alsina, del que principalmente le influenciaría su corriente orientalista y que además acabaría siendo su suegro.
En 1865 salió para Roma para completar los estudios a que se sentía inclinado, abandonando la carrera cursada. Por aquellas fechas había ilustrado ya algunas publicaciones populares del editor López Bernagossi, firmando con el pseudónimo «Nyapus».
Regresó a Barcelona en 1869. El año anterior se había dado a conocer por sus obras pictóricas en la Exposición de objetos de arte celebrada en la capital catalana. En la de Madrid de 1871 expuso veinticuatro obras pictóricas; una de ellas era su cuadro Zitto... silenzio, che passa la ronda, que fue premiado con medalla de tercera clase. Se estableció en Madrid, donde dibujó para diversas publicaciones periódicas, en una época en la que destacaban por sus cualidades artísticas el castizo Bécquer, en tipos y cuadros de costumbres, y el humorista Ortego.
Las revistas La Ilustración Española y Americana primero y The Graphic después le abrieron sus páginas, donde publicó trabajos de actualidad, siempre apuntados del natural. Dichas empresas le nombraron corresponsal de información artística en las guerras civiles, cantonal y tercera guerra carlista. Más tarde le mandaron con igual cargo a la guerra de Oriente, y fue agregado al cuartel general del gran duque Nicolás de Rusia, además de resultar distinguido con la cruz de San Estanislao.

En la Exposición de Bellas Artes celebrada en 1878, obtuvo otra medalla de tercera clase por el cuadro y varios dibujos representando la llegada a Disful del gobernador de Arabistán y del vicecónsul de España, Adolfo Rivadeneyra. En 1881 presentó varios cuadros en la Exposición de Madrid, entre ellos El pan nuestro de cada día y Las quintas. Concurrió con sus obras a las Exposiciones universales de París, Viena, Chicago, en diversas de Barcelona y en las comarcales de Olot, entre otras. A propuesta del jurado de la de 1887 fue nuevamente condecorado por sus dibujos destinados a la ilustración de libros.

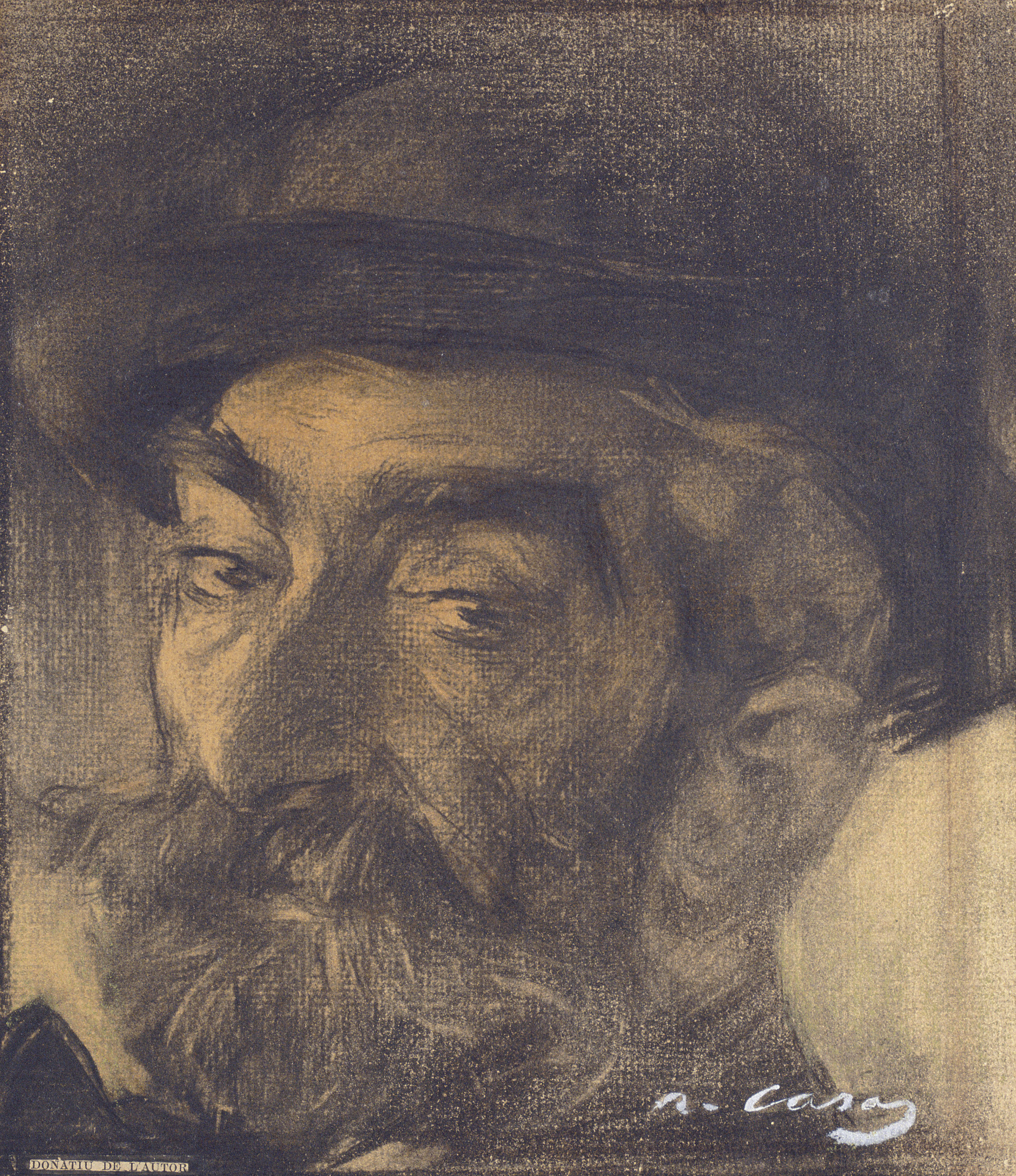
Pellicer visto por Ramón Casas (MNAC).

En 1881 estuvo algún tiempo en Barcelona, de donde salió hacia París, colaborando en L'Illustration, en Le Monde Illustré y en las publicaciones de la casa Firmin Didot, alternando sus dibujos con los de  Philippoteaux en algunas obras. A los dos o tres años regresó definitivamente a su ciudad natal y, con motivo de la Exposición Universal de Barcelona de 1888,  contribuyó a dicho certamen. La exposición trajo consigo en Barcelona la necesidad de crear museos y se formó el de Reproducciones, cuya dirección se confirió a Pellicer. Fue encargado de la parte de pintura decorativa de la iglesia del Asilo Durán y de la Biblioteca Pública Arús. Para la primera compuso y ejecutó grandes motivos de pintura religiosa.

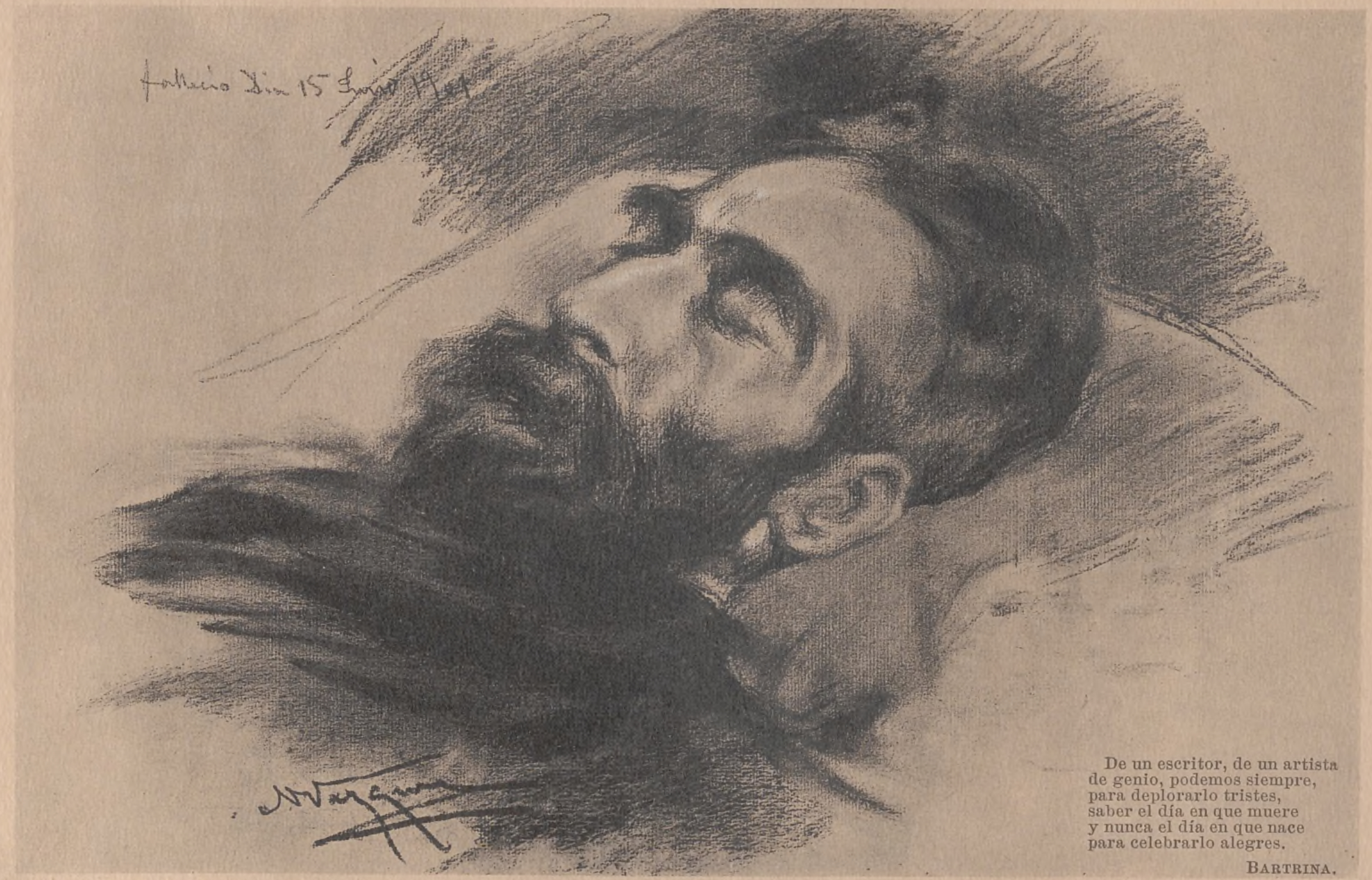
José Luis Pellicer en la cámara mortuoria. Dibujo al carbón de Nicanor Vázquez.

En 1895 se convocaron oposiciones para llenar una cátedra de la Academia de Bellas Artes de Barcelona. Pellicer fue a Madrid para tomar parte en ellas, sin éxito. Se creó en Barcelona sin embargo una clase independiente, regentada por Pellicer, y los alumnos se apresuraron a llenarla, abandonando la enseñanza oficial. Al morir era director de los Museos Artísticos Municipales y de la parte ilustrada de La Ilustración Artística, que desde 1882 venían publicando Montaner y Simón.
En 1894 había sido nombrado académico de la Real Academia Catalana de Bellas Artes de San Jorge. Fue presidente en dos ocasiones del Instituto Catalán de las Artes del Libro. Era republicano federal y anarquista. Fue tío de Antonio Pellicer Paraire y Rafael Farga Pellicer.

## Obra

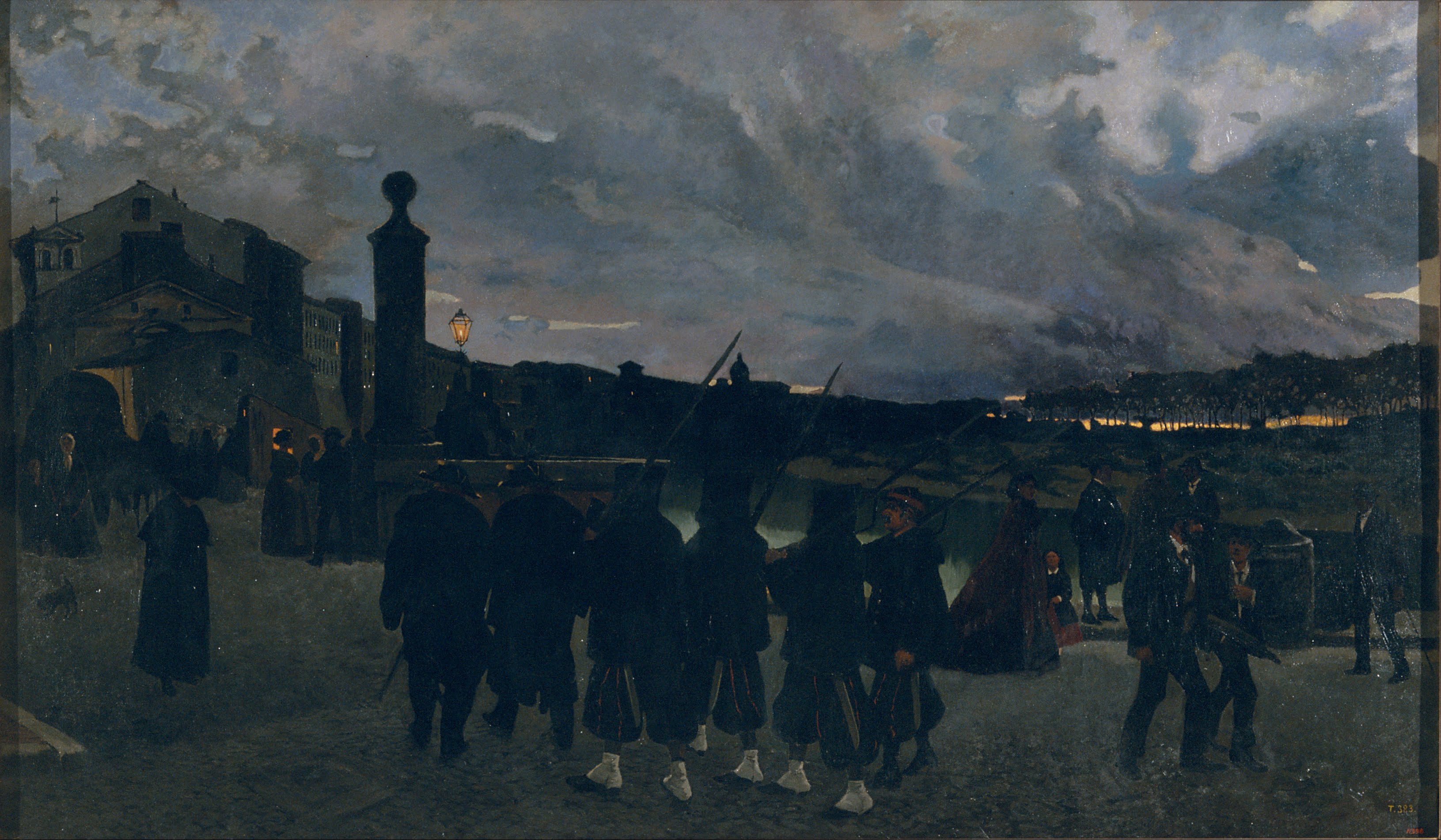
Zitto, Silenzio, che passa la ronda

Sus cuadros al óleo fueron escasos en relación al gran número de dibujos para libros y periódicos. Como pintor, durante su estancia en Roma pintó la que fue premiada con la segunda medalla de la exposición de Madrid de 1871 y es su obra más popular, el óleo: Zitto, Silencio... que pasa la ronda (en el depósito en el Museo Nacional de Arte de Cataluña). También tuvo éxito en la Exposición de Barcelona en 1878. Otros lienzos representativos de su producción fueron Una calle de El Cairo, Costumbres de Tánger o El mercado de Balaguer.

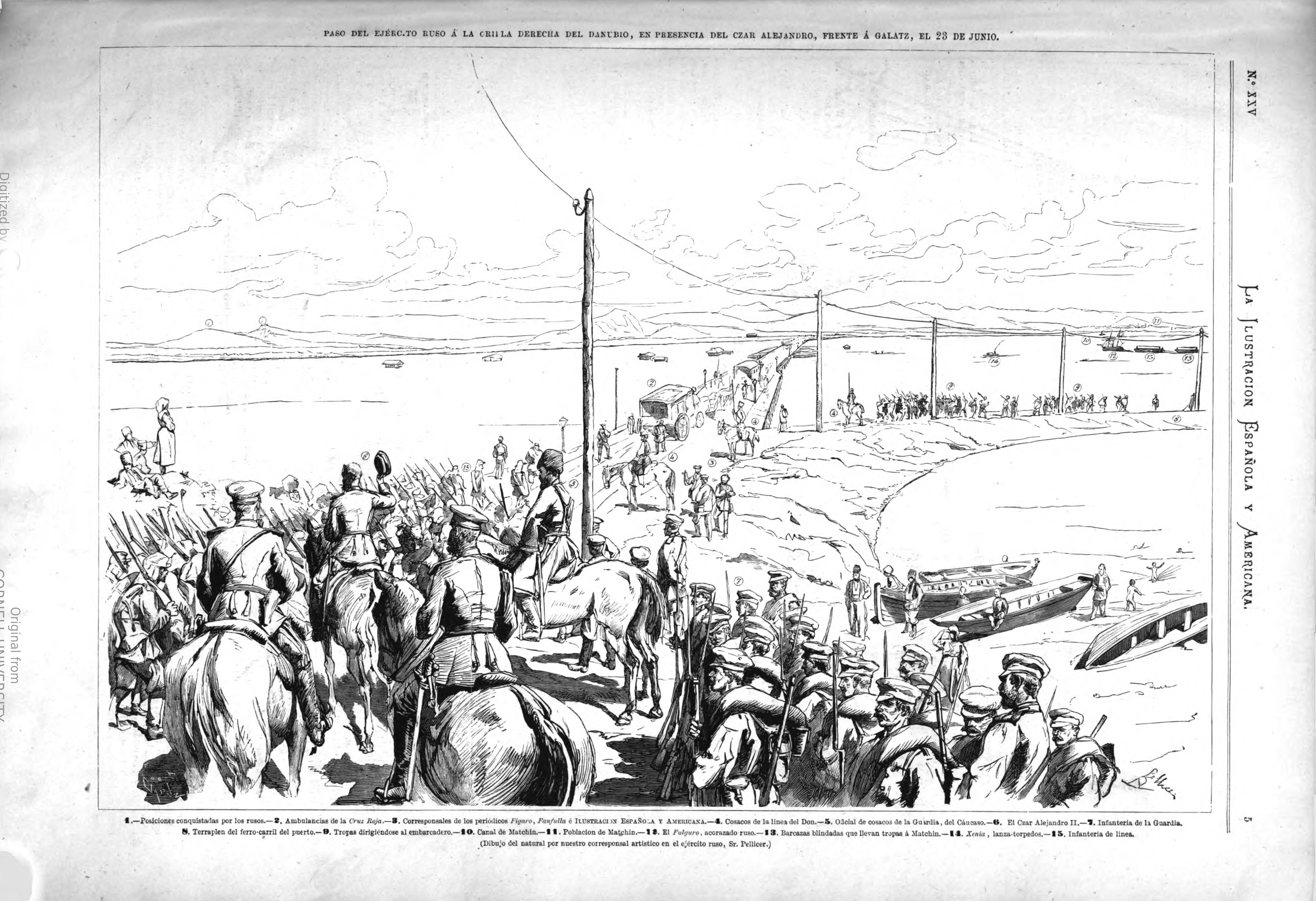
«Paso del Ejército ruso á la orilla derecha del Danubio, en presencia del czar Alejandro, frente á Galatz, el 23 de junio» (La Ilustración Española y Americana, 1877)

En la prensa colaboró con publicaciones como La Ilustración Española y Americana, L'Illustration y El Siglo, La Ilustración Artística y La Campana de Gracia de Barcelona. También se interesó por la epigrafía.

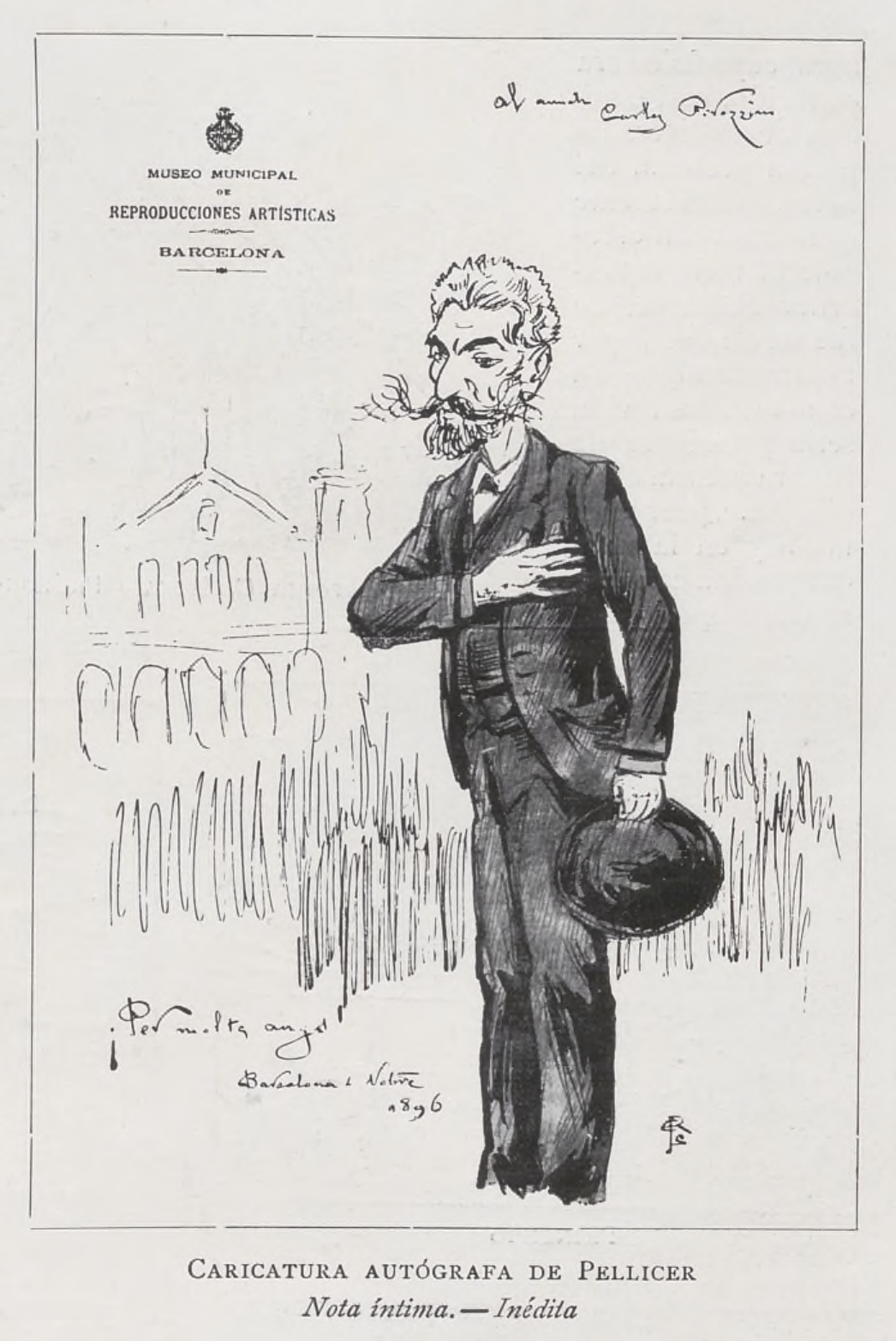
Autocaricatura de Pellicer (1896)

Como caricaturista cultivó dicho género en la prensa periódica de Madrid, por los años 1870. Hacia 1865, dibujaba tipos y escenas populares de Barcelona, para las publicaciones de la casa I. López. A su regreso de Roma, en Madrid, ilustró el festivo semanario Gil Blas, así como El Cohete. Hacia 1872 sus dibujos aparecían también en las páginas del semanario madrileño de carácter humorístico titulado El Mundo Cómico.
Publicó diversos estudios descriptivos y críticos, los escritos en catalán principalmente en las páginas de La Renaixensa, y los escritos en castellano en La Vanguardia. También publicó textos en el Diari Catalá y en las publicaciones del editor López. En 1891 La Vanguardia publicó de Pellicer Notas y dibujos, sobre la Exposición Universal de París.
Como ilustrador, adornó para la editorial Montaner y Simón una edición del Quijote con grabados al boj, además de las Obras completas de Larra, con fotograbados a la pluma; La leyenda del Cid, también a la pluma; las Obras completas del duque de Rivas y las Obras completas de Campoamor. La casa L. González y C.ª poseía de Pellicer una serie de cabeceras al boj, grabadas por Sadurní, que ilustraron La Cristíada de Hojeda. Entre otras de sus obras también podrían citarse por su labor como ilustrador La Quinta Samá, narración en verso de Gras y Elías; Lo romiatje de mon ánima de Víctor Balaguer, y el Algo de Bartrina. Para la colección «Arte y Letras» ilustró los tomos Marcos de Obregón de Espinel, El Nabab de Daudet, Marta y María de Palacio Valdés, Bocetos californianos de Bret Harte y Odas de Horacio. Para los Episodios Nacionales de Galdós hizo una notable colección de dibujos, presentados en concurso público. Ilustró las primeras ediciones de Singlots Poètics de Frederic Soler.